# Francesco Cavadini
Francesco Cavadini (Boiano, 1894 – Bardia, 3 gennaio 1941) è stato un militare italiano, decorato con la medaglia d'oro al valor militare alla memoria nel corso della seconda guerra mondiale.

## Biografia
Nacque a Boiano, in provincia di Campobasso, nel 1894, figlio di Angelo ed Elena Lombardi.
Arruolatosi nel Regio Esercito, iniziò a frequentare la Regia Accademia Militare di Fanteria e Cavalleria di Modena, da cui uscì con il grado di sottotenente il 30 maggio 1915, a guerra con l'Impero austro-ungarico già iniziata. Partecipò alla Grande Guerra sul fronte albanese, in servizio presso il 10º Reggimento bersaglieri, venendo decorato con una medaglia di bronzo e una croce di guerra al valor militare. Rientrato in Italia nel luglio 1920 col grado di capitano, prestò successivamente servizio presso il comando del Corpo d'armata di Trieste, nel 74º Reggimento fanteria "Lombardia" ed infine nel 67º Reggimento fanteria "Legnano", dove rimase per circa dieci anni. Promosso maggiore dal 1º novembre 1936 e trasferito al Distretto Militare di Cremona, pochi mesi dopo chiese di far parte del 116º Reggimento fanteria motorizzato della 62ª Divisione fanteria "Marmarica", allora in fase di costituzione, destinata ad operare in Africa Settentrionale Italiana. Accolta la sua domanda, fu trasferito al 36º Reggimento fanteria "Pistoia" per la organizzazione e l'addestramento del battaglione ceduto al 116º Reggimento e con esso partì per la Cirenaica nel settembre 1937. Dopo l'entrata in guerra del Regno d'Italia, avvenuta il 10 giugno 1940, combatté durante l'invasione italiana dell'Egitto e la successiva controffensiva lanciata dagli inglesi (Operazione Compass). Cadde in combattimento il 3 gennaio 1941, quando il caposaldo al suo comando venne attaccato dal nemico con l'uso di carri armati e fanteria, appoggiati dal tiro d'artiglieria effettuato da unità navali e da incursioni aeree. Visto crollare la difesa assunse il comando del plotone arditi e si lanciò al contrassalto cadendo sul campo. Per onorarne il coraggio fu insignito della medaglia d'oro al valor militare alla memoria. Era stato promosso tenente colonnello due giorni prima della morte.

### Fonti
1. 1 2 3 4 5 6 7 8 9 10 11  Combattenti Liberazione.
2. 1 2  Gruppo Medaglie d'Oro al Valor Militare 1965, p. 520.
3. ↑  Corriere di Saluzzo.
4. ↑  Medaglie d'oro al valor militare sul sito della Presidenza della Repubblica
5. ↑  Registrato alla Corte dei conti il 7 aprile 1948, registro Esercito 7, foglio 231.